# Anthene javanus
Anthene javanus är en fjärilsart som beskrevs av Hans Fruhstorfer 1916. Anthene javanus ingår i släktet Anthene och familjen juvelvingar. Inga underarter finns listade i Catalogue of Life.